# Neue Pinakothek
Neue Pinakothek er et kunstmuseum i München, Tyskland. Dets fokus er europæisk kunst fra det 18. og 19. århundrede og er et af de vigtigste kunstmuseer for det 19. århundrede i verden. Sammen med Alte Pinakothek og Pinakothek der Moderne er museet en del af Münchens "Kunstareal".

## Bygningen
Museet blev grundlagt af den tidligere kong Ludvig 1. af Bayern i 1853. Den oprindelige bygning konstrueret af Friedrich von Gärtner og August von Voit blev ødelagt under 2. verdenskrig. Ruinen af Neue Pinakothek blev revet i 1949. Den nye postmoderne bygning blev udført af arkitekt Alexander von Branca, med særpræg som buede vinduer, nøglesten, karnappvinduer og trapper, åbnede i 1981. Bygningen kombinerer en betonkonstruktion med et stenfacadedesign.

## Historie
Ludvig begyndte at indsamle samtidskunst allerede som kronprins i 1809, og hans samling udvidede sig. Da museet blev grundlagt, blev adskillelsen til de gamle mestre i Alte Pinakothek rettet mod perioden kort før århundredeskiftet, som er blevet en prototype for mange gallerier.
På grund af Ludvig 1. personlige præference, var der oprindeligt et stærkt fokus på malerier af tysk romantik og München-skolen. Også dynastiske overvejelser spillede en rolle, da Grækenland var blevet en sekundogenitur af Bayern i 1832. I 1834 rejste Carl Rottmann til Grækenland for at forberede en kommission fra Ludvig til en cyklus med store græske landskaber, der blev installeret i Neue Pinakothek, hvor malerierne fik deres egen hall.
Det såkaldte Tschudi-bidrag mellem 1905 og 1914 bragte Pinokathek en ekstraordinær samling af mesterværker fra impressionismen og postimpressionisme. Hugo von Tschudi blev afskediget af kejser Wilhelm 2. af Tyskland som straf for at bringe Gauguin's Kristi Fødsel ind i Nationalgalleriet i Berlin. Han fortsatte med at blive direktør for Pinokathekket. Som generaldirektør for statssamlingerne erhvervede Tschudi 44 malerier, ni skulpturer og 22 tegninger, mest fra nye franske kunstnere. Da offentlige midler ikke kunne bruges til at købe disse værker, rejste Tschudis medarbejdere pengene fra private bidrag efter hans død i 1911.
Afgrænsningen af de moderne malere, der blev udstillet i Pinakothek der Moderne, blev senere rettet ved at tage Henri Matisse og ekspressionisternes genstart i betragtning (ca. 1900). Følgelig vises et maleri af Matisse erhvervet af "Tschudi-bidraget" nu i Pinakothek der Moderne.
I 1915 blev Neue Pinakothek den bayerske stats ejendom. Et selvportræt af Vincent van Gogh blev konfiskeret i 1938 af naziregimet som Entartete Kunst og solgt et år senere.

## Samling
Museet er under opsyn af den bayerske malerisamling, som huser en udvidet samling af mere end 3.000 europæiske malerier fra klassicisme til Jugendstil. Ca. 400 malerier og 50 skulpturer heraf udstilles i Neues Pinakothek.
- Internationale malerier fra anden halvdel af 1700-tallet:

Galleriet udstiller blandt andet værker af Francisco Goya (Plukket Kalkun) ( Don José Queraltó som en spansk krigslæge), Jacques-Louis David (Anne-Marie-Louise Thélusson, Comtesse de Sorcy), Johann Friedrich August Tischbein (Nicolas Châtelain i haven) og Anton Graff (Heinrich XIII, Graf Reuß).
- Engelsk og skotsk maleri fra det 18. og det tidlige 19. århundrede:

Det er en af de bedste samlinger uden for Storbritannien med mesterværker af Thomas Gainsborough (Mrs. Thomas Hibbert) (Landscape with Shepherd and Flock), William Hogarth (Richard Mounteney), John Constable (View of Dedham Vale From East Bergholt), Joshua Reynolds (Captain Philemon Pownall ), David Wilkie (Reading the Will), Thomas Lawrence (The Two Sons of the 1st Earl of Talbot), George Romney (Catherine Clements), Richard Wilson (View of Syon House Across the Thames near Richmond Gardens), Henry Raeburn (Mrs. J. Campbell of Kilberry), George Stubbs (The Pointer) og JMW Turner (Ostende).
- Tyske klassicistiske kunstere i Rom

ligesom Friedrich Overbeck (Italia et Germania), Friedrich Wilhelm von Schadow (Den hellige familie under Portico), Heinrich Maria von Hess (Marchesa Marianna Florenzi), Peter von Hess (indrejsen til konge Othon fra Grækenland i Nauplia) og Peter von Cornelius (De tre Mary'er ved graven).
- Tysk romantik

med malerier af Caspar David Friedrich (Garden Bower), Karl Friedrich Schinkel (Katedralen Tårner over en By), Carl Blechen (Bygningen af Djævelens Bro) og andre.
- Biedermeier

repræsenteret af Franz Xaver Winterhalter (Graf Jenison-Walworth), Carl Spitzweg (Den fattige digter), Moritz von Schwind (En symfoni) og Ferdinand Georg Waldmüller (Ung bondekvinde med tre børn ved vinduet).
- Fransk realisme og fransk romantik

med Eugène Delacroix (Clorinda redder Olindo og Sophronia), Théodore Géricault (Artilleritog passerer en kløft), Gustave Courbet (Landskab i nærheden af Maizières), Jean-François Millet (Bonde, der sætter en pode på et træ), Honoré Daumier (Dramaet) og andre.
- Deutschrömer (eller tysk-romere)

som Hans von Marées (Selvportræt), Arnold Böcklin (Pan i Skoven), Anselm Feuerbach (Medea) og Hans Thoma (Landskab i Taunus).
- Historiemalerier

med Wilhelm von Kaulbach (kong Ludvig I. omgivet af kunstnere), Karl Theodor von Piloty (Seni og Wallenstein), Franz von Defregger (Das letzte Aufgebot) og Hans Makart (Die Falknerin).
- Tysk realisme

som Wilhelm Leibl (portræt af Frau Gedon), Franz von Lenbach (Aresing Strøg) og Adolph Menzel (Stue med kunstnerens søster).
- Tyske impressionister

især Max Liebermann (Drenge der bader), Lovis Corinth (Eduard, grev von Keyserling), August von Brandis (Duchblick) og Max Slevogt (Dagens arbejde er færdigt).
- Franske impressionister

En af verdens førende samlinger med mesterværker af Pierre-Auguste Renoir (Portræt af en ung kvinde), Édouard Manet (Frokost i studiet) (Monet maler på sin atelierbåd), Claude Monet (Broen ved Argenteuil), Paul Cézanne (Jernbaneovergangen), Paul Gauguin (Te tamari no atua), Edgar Degas (Strygende kvinder), Camille Pissarro (Gade i Upper Norwood), Alfred Sisley (Vejen til Hampton Court), Paul Sérusier (Vaskekonen) og Vincent van Gogh (Solsikker) (Væveren).
- Symbolisme og jugendstil og begyndelsen af det 20. århundrede

repræsenteret blandt andet af Giovanni Segantini (L'aratura), Gustav Klimt (Margaret Stonborough-Wittgenstein), Paul Signac (S.Maria della Salute), Maurice Denis (Gaulish Goddess of Herds and Flocks), Henri de Toulouse-Lautrec (Le jeune Routy à Céleyran), James Ensor (Stilleben i atelieret), Édouard Vuillard (Café-scene), Ferdinand Hodler (Træt af Livet), Franz von Stuck (Synden), Edvard Munch (Kvinde i Rød Kjole (Gade i Aasgaardstrand)), Walter Crane (Neptunes Heste), Thomas Austen Brown (Mademoiselle Plume rouge), Pierre Bonnard (Dame ved Spejlet) og Egon Schiele (Smerte).
- Skulpturer

Også skulpturer fra det 19. århundrede udstilles, for eksempel værker af Bertel Thorvaldsen (Adonis), Antonio Canova (Paris), Rudolph Schadow (Kvinde, der binder sin sandal), Auguste Rodin (La femme accroupie), Max Klinger (Elsa Asenijeff), Aristide Maillol (La Flore), Pablo Picasso (Le Fou) og andre.

## Galleri
| - Andre værker i Neue Pinakotheks samling - Francisco de Goya - Don José Queraltó som en spansk hærlæge - Jacques-Louis David - Anne-Marie-Louise Thélusson, Comtesse de Sorcy - Thomas Gainsborough - Fru Thomas Hibbert - Friedrich Overbeck - Italia und Germania - Eugène Delacroix - Clorinda redder Olindo und Sophronia - Max Liebermann - Drengebad - Claude Monet - Broen ved Argenteuil - Paul Gauguin - Te tamari no atua - Paul Cézanne - Jernbaneskæringen - Vincent van Gogh - Solsikker - Toulouse-Lautrec - Le jeune Routy à Céleyran - Gustav Klimt - Margaret Stonborough-Wittgenstein - Edvard Munch - Kvinde i rød kjole (gade i Åsgårdstrand ) - Honoré Daumier - Don Quichotte og Sancho Pansa ca. 1868 - Bertel Thorvaldsen - Leder af en kriger ca. 1812 - Auguste Rodin - Mand med brudt næse ca. 1863 |